# Минамото

Камон Минамото «Сасариндо» — мотив, соединяющий листья горечавки и бамбука

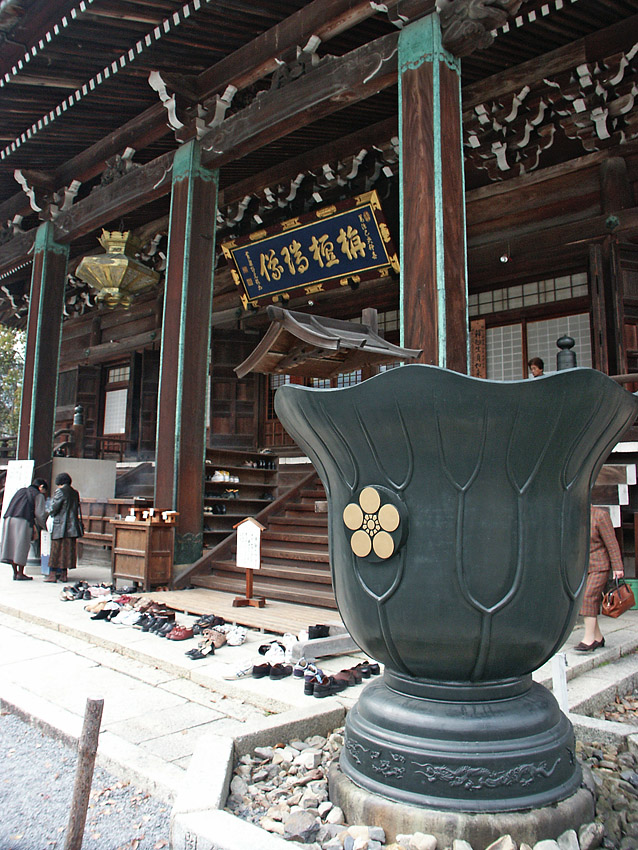
Буддийский храм Сэйрёдзи, Киото — бывшее поместье Минамото-но Тору, яркого представителя рода Сага Гэндзи

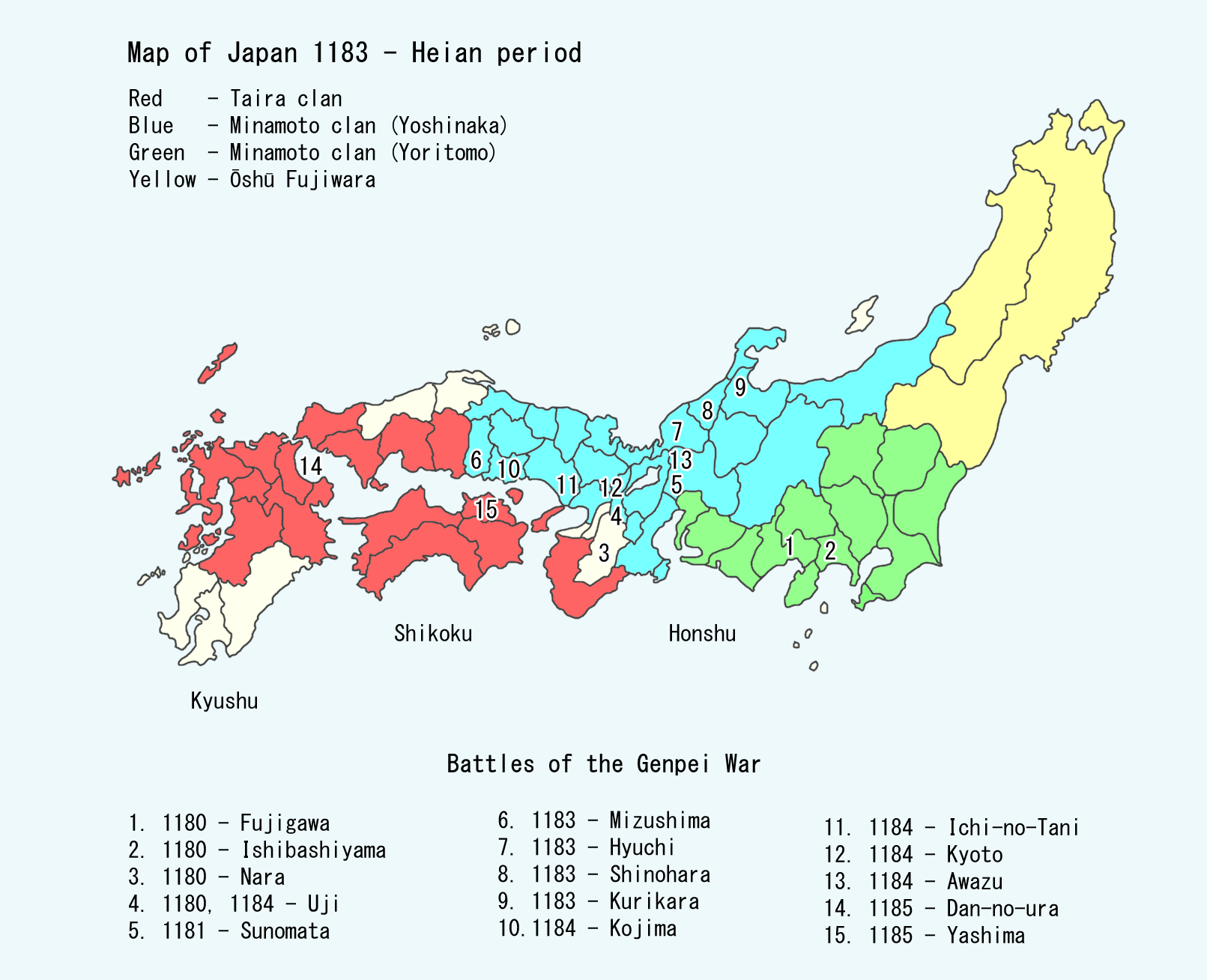
Домен клана Минамото в Японии (1183)

Минамо́то (яп. 源) — группа родов древней и средневековой Японии с 1192 до 1333, происходивших от детей императоров, которым было отказано в статусе принцев и переведённым в разряд подданных путём предоставления фамилии Минамото (яп. 源, «источник») и титула «асон» (яп. 朝臣, «слуга династии»). Эти роды также известны как Гэндзи (源氏, «род/роды Минамото») или Гэнкэ (源家, «дом/дома Минамото»). Хотя сначала Минамото имели престижный статус весьма влиятельной аристократической семьи, со временем они превратились в самураев из-за постоянного выполнения военных заданий столичного правительства.
Фамилию Минамото впервые начал предоставлять своим потомкам император Сага (годы правления 809—823). Фамилию получил его седьмой сын Минамото-но Макото. Его считали лишним претендентом на престол, а потому «обезвредили», переведя в ранг подданных. Впоследствии «нежелательные» дети императоров Сэйва, Мураками, Уда и Дайго также были лишены привилегий и переведены в ранг подданных — Минамото.
Подобная практика императорского правительства, которое ликвидировало таким образом лишних принцев и уменьшало бюджетные расходы на императорскую семью, привела к появлению 21 рода Минамото. Чтобы избежать путаниц, эти роды называли по именам монархов, в правление которых основатели рода получили новую фамилию и титул. Например, род Минамото, происходивший от детей императора Сага назывался «Сага Гэндзи», а потомки монарха Сэйва — «Сэйва Гэндзи». Последний был самым многочисленным. Он дал начало многим новым самурайским родам — Асикага, Такэда, Нитта и другим.
Род Минамото линии Сэйва находился в постоянной борьбе за власть с представителями рода Тайра линии Камму. После восстаний, известных как Смута Хогэн (1156) и Смута Хэйдзи (1160) самураи Тайра смогли истребить большую часть рода Минамото и установить в Киото диктатуру. Однако её уничтожил Минамото-но Ёритомо (1147—1199), который сумел выжить во время репрессий Тайра и восстать против них в 1180-х годах. При поддержке императора, ему удалось уничтожить главных представителей враждебного рода и установить в городе Камакура первое самурайское правительство — сёгунат. Первое сэппуку (харакири) — ритуальное самоубийство самурая — было совершено даймё из рода Минамото в войне между Минамото и Тайра, в 1156 году (смута Хогэн). Минамото-но Тамэтомо, побежденный в этой короткой, но жестокой войне, разрезал себе живот, чтобы избежать позора плена.
Поскольку Минамото были основателями сёгуната, за ними закрепилось наследственное право быть сёгунами. Так, после падения Камакурского сёгуната в 1333 году, новый сёгунат Муромати был основан родом Асикага, потомками Минамото, а последний Эдоский сёгунат также был основан ветвью Минамото — семьёй Токугава.
В позднем средневековье среди самураев было популярным относить своих пращуров к роду Минамото, наряду с родами Тайра, Фудзивара и Татибана.

## Представители

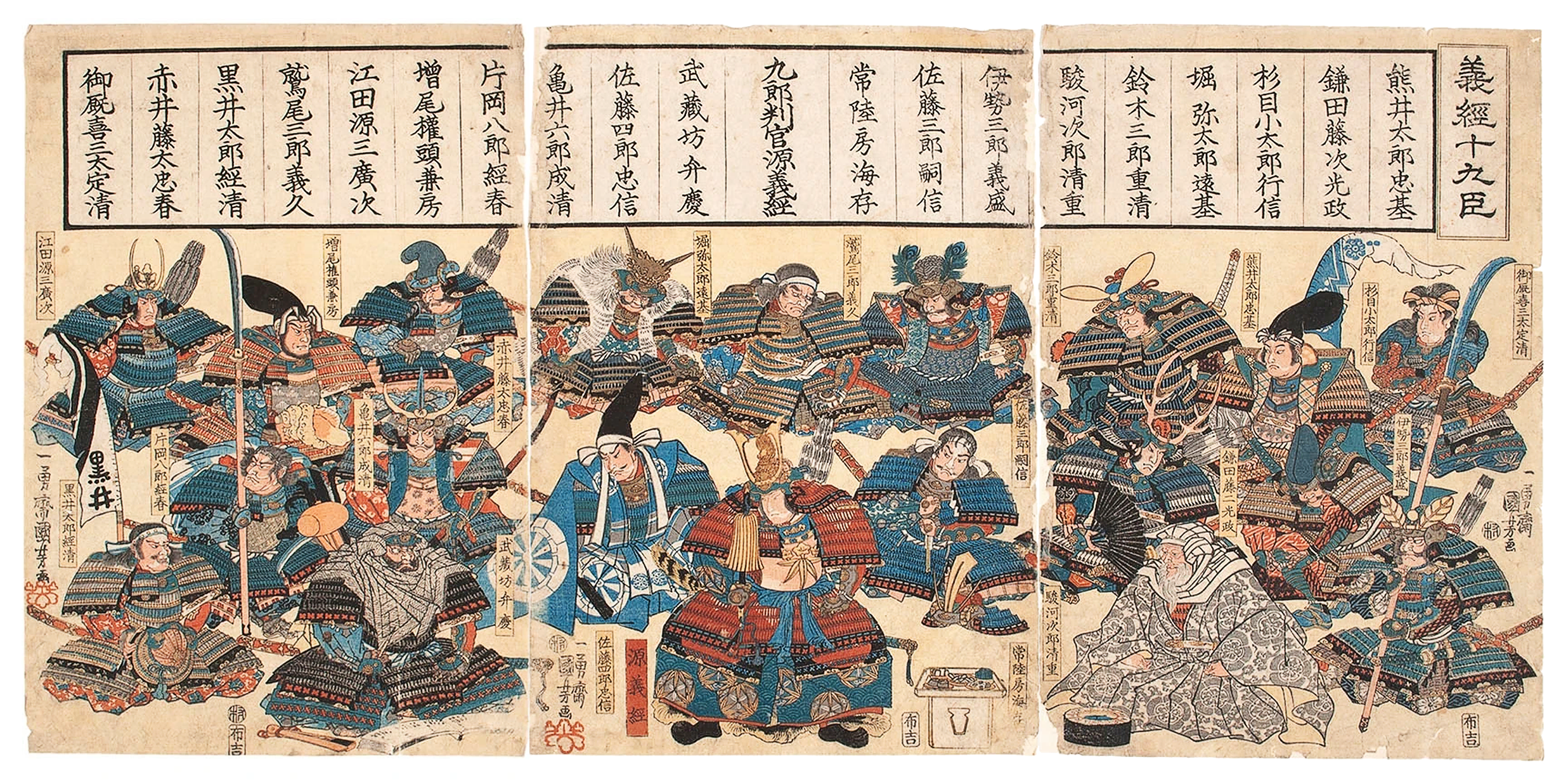
Генеалогия клана Минамото, Укиё-э, Утагава Куниёси

- Минамото-но Ёсииэ
- Минамото-но Ёситомо
- Минамото-но Ёритомо
- Минамото-но Ёсицунэ
- Минамото-но Тамэтомо